# Тофага (футбольний клуб)
Футбольний клуб «Тофага» (англ. Tofaga Football Club) — футбольний клуб Тувалу з атолу Ваїтупу, який грає в дивізіоні A Тувалу. Домашнім полем команди є стадіон Тувалу на атолі Фунафуті, єдине футбольне поле на Тувалу. Як і всі команди з Тувалу, «Тофага» є аматорським клубом. У клубу також є резервна і жіноча команди.

## Історія
Команда була заснована в 1970-х роках, і спочатку називалася «Ватокамі». У 1990-х роках найвідомішими гравцями команди були Полсон Панапа і Тапугао Фалефу. У 1997 році команда виграла свій перший приз, Кубок Бенсона і Геджеса. У 1998 році команда виграла Кубок Незалежності, який проводився для вшанування незалежності Тувалу. У 2005 році команда змінила назву на «Тофага».
З 2006 до 2008 року головним тренером команди був Тоакаї Пуапуа. Він також був головним тренером збірної Тувалу під час Південнотихоокеанських ігор 2007 року.
«Тофага» виграла Кубок НБТ і Кубок Незалежності в 2006 році. Після цього клуб регулярно вигравав кубки; Кубок НБТ у 2007, 2008 та 2011 роках, і три перемоги у 2010 році (Ігри Тувалу, Кубок незалежності та Різдвяний кубок). «Тофага» 5 разів вигравала Кубок Незалежності, також команда 9 разів вигравала Кубок НБТ і 4 рази була фіналістом кубку.
Єдина перемога клубу «Тофага» в дивізіоні A Тувалу зареєстрована в 2021 році, хоча її гравці, зокема Алопуа Петоа і Джеймс Лепайо, були найкращими бомбардирами А-дивізіону Тувалу в 2011, 2012, 2019 і 2021 роках; а Алопуа Петоа є найкращим бомбардиром збірної Тувалу з футболу з 11 голами за всю її історію.
У 2023 році «Тофага» посіла друге місце в чемпіонаті Тувалу. Також клуб у 2023 році виграв Кубок НБТ, обігравши «Ваолоа» з рахунком 2-1. До складу команди входили зокрема захисник Етімоні Тімуані, півзахисник Джеймс Лепайо і нападник Алопуа Петоа.

## Титули і досягнення
- Чемпіон Тувалу (1): 2021[5]
- Ігри Тувалу (3): 2010, 2012, 2013

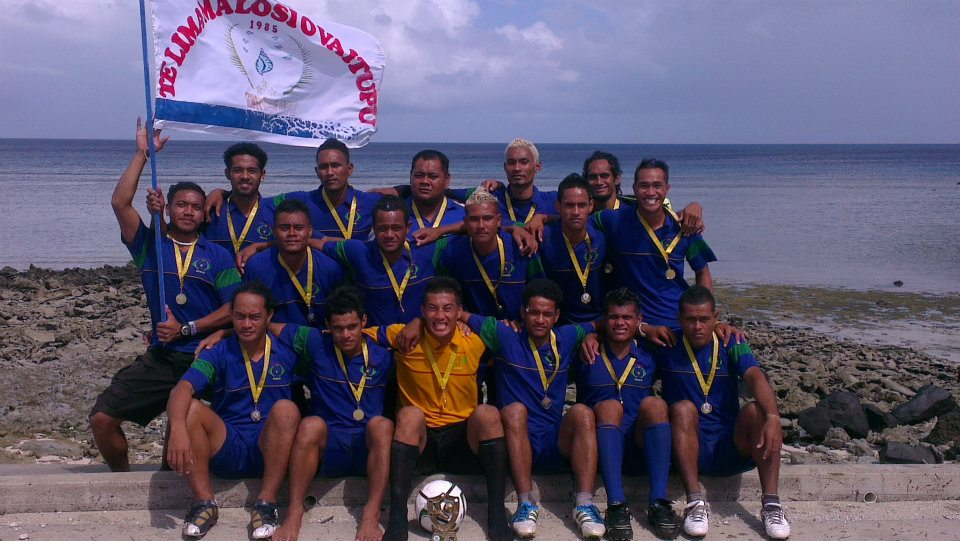
«Тофага» після перемоги в Іграх Тувалу 2012

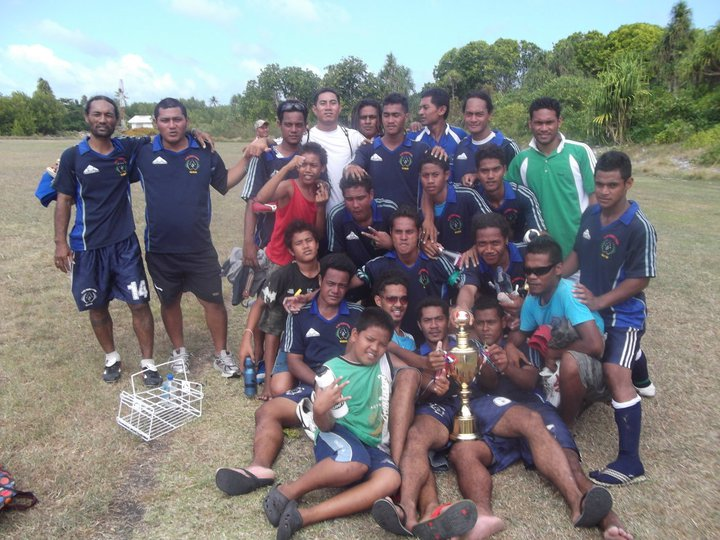
Гравці «Тофаги» святкують перемогу в Різдвяному кубку 2010 року

- Кубок Незалежності (5): 1998, 2006, 2010, 2012, 2013
- Кубок НБТ (9): 2006, 2007, 2008, 2011, 2012, 2019, 2021, 2022, 2023
- Різдвяний кубок (2): 2010, 2019[2]